# 埃斯蒂人

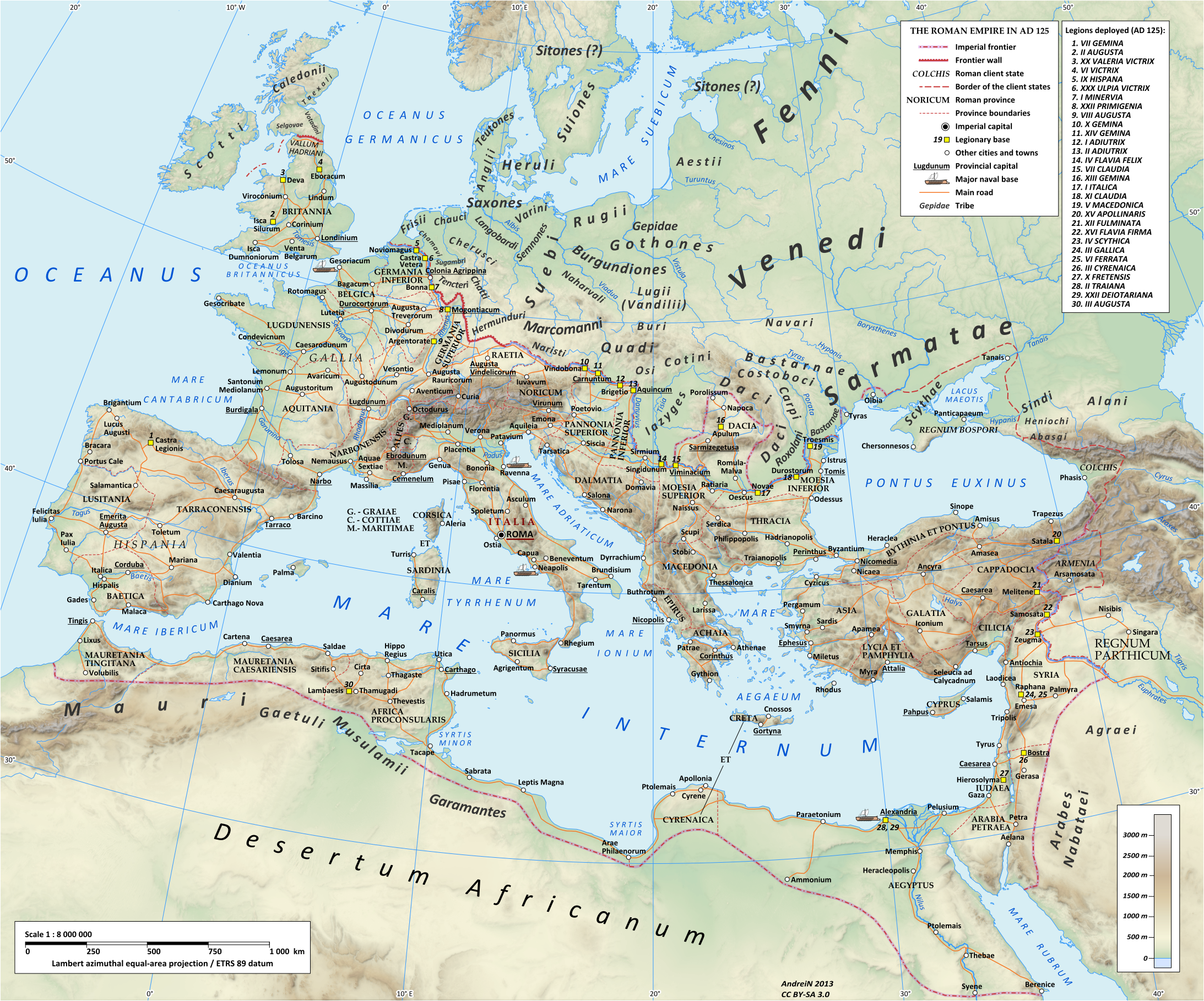
羅馬帝國地圖，其中可見埃斯蒂人大致的位置

埃斯蒂人（拉丁語：Aesti）為古羅馬歷史學家塔西佗在其著作《日耳曼尼亞志》（公元98年寫成）中提到的族群，埃斯蒂部落（Aestiorum gentes）的詞源可能來自拉丁文的Aestuarii，意指住在河口的人:22。據塔西佗記載，埃斯蒂人的領地在瑞典人之東，風俗習慣與服飾和另一支日耳曼人蘇維匯人類似，且他們有崇拜「眾神之母」的宗教信仰，亦與北日耳曼人的那瑟斯女神崇拜相仿。塔西佗並描述埃斯蒂人是唯一會在淺灘上採集琥珀的民族，且琥珀在其語言稱為glaesum，此詞彙為唯一現存的埃斯蒂語詞彙，可能為日耳曼語系的詞彙，與歌德語等日耳曼語的glas（包括英語的glass）同源，也與後來出現的拉脫維亞語glīsis和glēsa同源，不過塔西佗指其語言與周圍部族的差異很大，反而與不列顛島上居民的語言相似。
古普魯士語與立陶宛語中的維斯圖拉潟湖分別稱為Aīstinmari與Aistmarės，可能是來自Aesti（指埃斯蒂人）-mari（指潟湖），顯示潟湖周邊區域與埃斯蒂人有關。
卡西奧多羅斯於537年出版的書籍中有一封他以狄奧多里克大帝之名寫給埃斯蒂人的信件，根據信件內容埃斯蒂人當時是獨立的，未受東哥德人統治，並提到埃斯蒂人將琥珀視為「貿易的珍寶」，卡西奧多羅斯向埃斯蒂人送上禮物，這種作法在古典時代象徵對另一政權的承認。
11世紀一份關於阿尔弗雷德大帝航程的手稿中也提到了埃斯蒂人，其中詳細記錄了他們的喪葬習俗；不来梅的亚当提到了住在海邊的Haisti人，並將今日愛沙尼亞一帶稱作Aestland。